# Diplodia ramulicola
Diplodia ramulicola är en svampart som beskrevs av Sacc. 1850. Diplodia ramulicola ingår i släktet Diplodia och familjen Botryosphaeriaceae.   Inga underarter finns listade i Catalogue of Life.